# هیپرتری‌گلیسریدمی
هیپرتری‌گلیسریدمی (به انگلیسی: Hypertriglyceridemia) نشان دهنده‌ی بالا بودنِ سطح خونی تری‌گلیسریدها است، که فراوان‌ترین ملکول‌های  چربی در اکثر ارگانیسم‌ها هستند. سطح بالای تری‌گلیسریدها، حتی در غیاب هیپرکلسترولمی (سطح بالای کلسترول)، با بروز آتروسکلروز در ارتباط است، و زمینه را برای بیماری قلبی-عروقی مساعد می‌کند. سطح بسیار بالای تری‌گلیسرید خطر پانکراتیت حاد را نیز افزایش می‌دهد. خود هیپرتری‌گلیسریدمی معمولاً بی‌علامت است، هر چند که سطوح بالای آن ممکن است با ضایعات پوستی به نام گزانتوم همراه باشد.
تشخیص بر اساس آزمایش خون صورت می‌گیرد، که غالباً به عنوان بخشی از غربالگری انجام می‌شود. پس از تشخیص، معمولاً آزمایش‌های بیشتری مورد نیاز است تا مشخص شود که آیا افزایش تری‌گلیسریدها ناشی از یک بیماری زمینه‌ای دیگر است («هیپرتری‌گلیسریدمی ثانویه»)، یا اینکه هیچگونه علت زمینه‌ای وجود ندارد («هیپرتری‌گلیسریدمی اولیه»). برای هر دو نوع هیپرتری‌گلیسریدمی اولیه و ثانویه، زمینه‌های ارثی نیز وجود دارد.
کاهش وزن و تغییر رژیم غذایی ممکن است در هیپرتری‌گلیسریدمی مؤثر باشد. تصمیم به درمان دارویی برای هیپرتری‌گلیسریدمی بستگی به وجود عوامل خطرزای دیگر بیماری قلبی-عروقی دارد. سطوح بسیار بالا که خطر پانکراتیت را افزایش می‌دهد، با دارویی از دسته‌ی فیبرات درمان می‌شود. نیاسین و اسیدهای چرب امگا-۳، و همچنین داروهای دسته‌ی استاتین، نیز ممکن است به همراه آن استفاده شوند، که استاتین‌ها داروی اصلی برای هیپرتری‌گلیسریدمی متوسط که نیاز به کاهش خطر قلبی-عروقی دارد، محسوب می‌شوند.

## علایم و نشانه‌ها
اکثر افرادی که سطح بالای تری‌گلیسرید دارند، هیچگونه علایمی را تجربه نمی‌کنند. برخی از اشکال هیپرتری‌گلیسریدمی اولیه ممکن است منجر به علایم اختصاصی شوند: شیلومیکرونمی فامیلی و هیپرلیپیدمی مختلط اولیه هر دو با علایم پوستی (گزانتومهای بثوری)، ناهنجاری‌های چشمی (لیپمیا رتینالیس)، هپاتواسپلنومگالی (بزرگ شدن کبد و طحال)، و علایم عصبی همراه هستند. برخی از افراد حملات درد شکم را تجربه می‌کنند، که ممکن است حملات خفیف پانکراتیت باشد. گزانتوم‌های بثوری پاپول‌هایی به قطر ۲ تا ۵ میلی‌متر، غالباً با حلقه‌ای قرمز به دور آنها، هستند که به صورت خوشه‌ای در پوست تنه، باسن، و اندام‌ها بروز می‌کنند. دیس‌بتالیپوپروتئینمی فامیلی موجب بروز گزانتوم‌های بزرگ‌تر برجسته می‌شود؛ اینها به رنگ قرمز یا نارنجی هستند و روی آرنج‌ها و زانوها ظاهر می‌شوند. گزانتوم‌های شیار کارآفرین دست نیز ممکن است بروز کنند.
تشخیص بر اساس آزمایش خون صورت می‌گیرد، که غالباً به عنوان بخشی از غربالگری انجام می‌شود. پس از تشخیص، معمولاً آزمایش‌های بیشتری مورد نیاز است تا مشخص شود که آیا افزایش تری‌گلیسریدها ناشی از یک بیماری زمینه‌ای دیگر است («هیپرتری‌گلیسریدمی ثانویه»)، یا اینکه هیچگونه علت زمینه‌ای وجود ندارد («هیپرتری‌گلیسریدمی اولیه»). برای هر دو نوع هیپرتری‌گلیسریدمی اولیه و ثانویه، زمینه‌های ارثی نیز وجود دارد.
پانکراتیت حاد در بیمارانی که سطح تری‌گلیسرید آنها بالاتر از ۱۰۰۰ میلی‌گرم بر دسی‌لیتر (۱۱٫۳ میلی‌مول بر لیتر) است، بروز می‌کند. هیپرتری‌گلیسریدمی مسئول ۱ تا ۴٪ تمام موارد پانکراتیت است. علایم آن مشابه پانکراتیت ناشی از علل دیگر است، هر چند که وجود گزانتوم یا دیگر عوامل خطرزای هیپرتری‌گلیسریدمی می‌تواند سرنخی برای تشخیص باشد.

## علل
- رژیم غذایی با کربوهیدرات بالا[۵][۶][۷]
- رژیم غذایی با چربی بالا[۸]
- ایدیوپاتیک (سرشتی)
- چاقی
- دیابت ملیتوس و مقاومت به انسولین - این وضعیت (به همراه چاقی مرکزی، فشار خون بالا، و هیپرگلیسمی) یکی از اجزای تعریف سندروم متابولیک است
- مصرف زیاد الکل
- نارسایی کلیوی، سندروم نفروتیک
- استعداد ژنتیکی؛ برخی از اشکال هیپرلیپیدمی فامیلی، از قبیل هیپرلیپیدمی مرکب فامیلی، یعنی هیپرلیپیدمی نوع ۲
- کمبود لیپوپروتئین لیپاز - کمبود این آنزیم محلول در آب، که تری‌گلیسریدها را در لیپوپروتئینها هیدرولیز می‌کند، منجر به سطح بالای تری‌گلیسریدها در خون می‌شود.
- کمبود لیپاز اسیدی لیزوزومی یا بیماری ذخیره‌ی کلستریل استر
- برخی از داروها، مانند ایزوترتینویین، استروژن، دیورتیک‌های هیدروکلروتیازید، بتابلوکرها، مهار کننده‌های پروتئاز
- کم‌کاری تیرویید
- لوپوس اریتماتوی سیستمیک
- بیماری ذخیره‌ی گلیکوژن نوع ۱
- پروپوفول
- داروهای HIV

## درمان
کاهش وزن و تغییر رژیم غذایی ممکن است در درمان هیپرتری‌گلیسریدمی مؤثر باشد. تصمیم به درمان دارویی برای هیپرتری‌گلیسریدمی بستگی به وجود عوامل خطرزای دیگر بیماری قلبی-عروقی دارد. سطوح بسیار بالا که خطر پانکراتیت را افزایش می‌دهد، با دارویی از دسته‌ی فیبرات درمان می‌شود. نیاسین و اسیدهای چرب امگا-۳، و همچنین داروهای دسته‌ی استاتین، نیز ممکن است به همراه آن استفاده شوند، که استاتین‌ها داروی اصلی برای هیپرتری‌گلیسریدمی متوسط که نیاز به کاهش خطر قلبی-عروقی دارد، محسوب می‌شوند.
برای افرادی که سطح تری‌گلیسرید آنها به طور خفیف تا متوسط افزایش یافته است، تغییرات سبک زندگی توصیه می‌شود. این تغییرات می‌تواند شامل ما مصرف کربوهیدرات و چربی در رژیم غذایی باشد. در افرادی که سطح خیلی بالای تری‌گلیسرید دارند، مصرف دارو توصیه می‌شود، که در مرحله‌ی اول مصرف داروهای فیبرات قابل توصیه است.